# جان ابتز
جان ابتز (انگلیسی: John Abbotts؛ زادهٔ ۱۰ اکتبر ۱۹۲۴ - درگذشته ۱۰ فوریهٔ ۲۰۰۸) یک بازیکن فوتبال اهل انگلستان بود.